# Ляшенко, Василий Иванович
Ляше́нко Васи́лий Ива́нович, (12 февраля 1902, Носовка — 18 марта 1975, Киев) — советский физик, профессор, заведующий кафедрой физики полупроводников Киевского Национального университета им. Т. Г. Шевченко.
В 1928 г. окончил физико-математическое отделение Киевского института народного образования (ныне Киевский национальный университет имени Тараса Шевченко) и поступил в аспирантуру Института физики АН УССР.
С 1930 г. работает в Киевском университете ассистентом, заведующим кафедрой физического факультета, с 1932 г. по 1941 г. сначала и. о. доцента, а затем доцентом кафедры физики и электрофизики.
Со дня создания кафедры физики полупроводников в 1952 г. работал на ней доцентом. В 1957-60 гг. — заведующий кафедрой.
В 1938 г. им первым было экспериментально открыто явления обеднения и обогащения на носителе тока приконтактного слоя полупроводника.
В 1956 г. защитил докторскую диссертацию на тему «Влияние поверхности на электрические явления в полупроводниках».
Лауреат Государственной премии Украинской ССР в области науки и техники (1970).